# 三重県道142号桑名東員線
三重県道142号桑名東員線（みえけんどう142ごう くわなとういんせん）は、三重県桑名市から員弁郡東員町に至る一般県道である。

## 概要
桑名市大字東方から員弁郡東員町大字長深に至る。

### 路線データ
- 起点：桑名市大字東方（宮前町交差点、国道1号交点）
- 終点：員弁郡東員町大字長深（中央大橋南詰交差点、国道365号・三重県道3号桑名大安線交点）

## 路線状況

### 重複区間
- 国道421号（員弁郡東員町大字穴太・西之坪交差点 - 員弁郡東員町大字山田・笹尾入口交差点）
- 三重県道14号菰野東員線（員弁郡東員町大字六把野新田・神田変電所前交差点 - 員弁郡東員町大字六把野新田・東員交番前交差点）

### 道路施設

#### 橋梁
- 新嘉例川橋（嘉例川、桑名市）
- 藤川橋（藤川、員弁郡東員町、三重県道14号菰野東員線重複区間内）
- 中央戸上橋（戸上川、員弁郡東員町）
- 中央大橋（員弁川、員弁郡東員町）

#### トンネル
- 北別所トンネル：延長271 m、桑名市

## 地理

### 通過する自治体
- 三重県
  - 桑名市 - 員弁郡東員町

### 交差する道路
| 交差する道路                                                 | 市町村名 | 市町村名 | 交差する場所   | 交差する場所              |
| ------------------------------------------------------------ | -------- | -------- | -------------- | ------------------------- |
| 国道1号                                                      | 桑名市   | 桑名市   | 大字東方       | 宮前町交差点 / 起点       |
| 国道258号                                                    | 桑名市   | 桑名市   | 大字西方       | 西方IC東交差点            |
| 国道258号                                                    | 桑名市   | 桑名市   | 大字西方       | 西方IC西交差点            |
| 三重県道26号四日市多度線                                     | 桑名市   | 桑名市   | 大字嘉例川     | [ 注釈 1 ]                |
| 国道421号 重複区間起点                                       | 員弁郡   | 東員町   | 大字穴太       | 西之坪交差点              |
| 国道421号 重複区間終点                                       | 員弁郡   | 東員町   | 大字山田       | 笹尾入口交差点            |
| 三重県道14号菰野東員線 重複区間起点                          | 員弁郡   | 東員町   | 大字六把野新田 | 神田変電所前交差点        |
| 三重県道14号菰野東員線 重複区間終点                          | 員弁郡   | 東員町   | 大字六把野新田 | 東員交番前交差点          |
| 国道365号 三重県道3号桑名大安線 三重県道9号四日市員弁線 重複 | 員弁郡   | 東員町   | 大字長深       | 中央大橋南詰交差点 / 終点 |

### 交差する鉄道
- 近鉄名古屋線
- 関西本線
- 養老鉄道養老線
- 三岐鉄道北勢線

### 沿線
- 三重県立くわな特別支援学校（旧：三重県立桑名高等学校衛生看護分校敷地）
- 桑名西医療センター
- イオンモール桑名
- 桑名市立大山田南小学校
- 桑名市立大山田西小学校
- いなべ警察署 東員交番
- 三岐鉄道北勢線 東員駅